# Гузій Володимир Миколайович
Володимир Миколайович Гузій (20 вересня 1946, с. Семиполки, Броварський район, Київська область) — український краєзнавець, автор понад десяти книг з питань історії Київщини і Чернігівщини.

## Творчість
Серед іншого, Володимир Гузій є автором чотирьох книг з історії Броварів:
- Золота очеретина  : броварщина. Історико-краєзнавчі нариси / В. М. Гузій. - Бровари : Українська ідея, 1997. - 399 с.
- «Про золоту очеретину» – доповненому виданню «Золота очеретина» (2012)
- «Чому моє село так називається» — збірка 26 казок із історії сіл.
- «Віра, любов, надія» — книга про родовід Броварщини.